# Coleophora paradrymidis
Coleophora paradrymidis — вид лускокрилих комах родини чохликових молей (Coleophoridae).

## Поширення
Вид знайдений в Україні, Чехії, Австрії і Швеції.

## Опис
Довжина переднього крила 9-11 мм.

## Спосіб життя
Метелики літають у червні-липні. Личинки живляться листям Thesium alpinum.